# 아스완
아스완(영어: Aswān, 아랍어: أسوان, 콥트어: Ⲥⲟⲩⲁⲛ) 이집트 남동부에 있는 아스완 주의 주도이며 인구는 약 21만 9000명(1996년)이다. 아스완의 고대 이름인 스웨넷(영어: Swenet)은 "무역"이라는 뜻이다. 나일강의 물을 조절하기 위해 1902년에 완공한 아스완 댐이 있다. 아스완은 세계에서 가장 건조한 주거 지역 중 하나이다. 연간 강수량은 약 2~3mm로 1년에 거의 두세번 정도 오는 것으로 알려져 오게 되며, 나일강에서 흘러나오는 홍수 관련 물줄기가 8~9월 사이에 걸쳐 일시적으로 나타나는 경우를 빼고는 매우 건조한 특성을 두게 된다.

## 역사
아스완은 태고에 있어 남쪽에 고대 이집트의 변경 지대 마을이었던, 고대의 스웨넷 시였다. 스웨넷은 동명인 이집트의 여신으로부터 기원된것으로 추측된다. 이 여신은 고대 이집트의 점령 동안 그리스인들에 의해 에일레이투이아와 로마인들에 의해 루키나로 동일시되었다. 그 고대의 도시 이름은 또한 무역을 위한 이집트인의 상징으로부터 기원 되었다.

## 교육
사우스 벨리 대학이 아스완에 위치한다.

## 기후
| 아스완의 기후                                                                                        | 아스완의 기후 | 아스완의 기후 | 아스완의 기후 | 아스완의 기후 | 아스완의 기후 | 아스완의 기후 | 아스완의 기후 | 아스완의 기후 | 아스완의 기후 | 아스완의 기후 | 아스완의 기후 | 아스완의 기후 | 아스완의 기후 |
| 월                                                                                                   | 1월           | 2월           | 3월           | 4월           | 5월           | 6월           | 7월           | 8월           | 9월           | 10월          | 11월          | 12월          | 연간          |
| --- | ------------- | ------------- | ------------- | ------------- | ------------- | ------------- | ------------- | ------------- | ------------- | ------------- | ------------- | ------------- | ------------- |
| 역대 최고 기온 °C (°F)                                                                               | 35.3 (95.5)   | 38.5 (101.3)  | 44.0 (111.2)  | 46.1 (115.0)  | 47.8 (118.0)  | 50.9 (123.6)  | 51.0 (123.8)  | 48.0 (118.4)  | 47.8 (118.0)  | 45.4 (113.7)  | 42.2 (108.0)  | 38.6 (101.5)  | 51.0 (123.8)  |
| 일평균 최고 기온 °C (°F)                                                                             | 23.2 (73.8)   | 25.9 (78.6)   | 30.3 (86.5)   | 35.5 (95.9)   | 39.5 (103.1)  | 41.6 (106.9)  | 41.9 (107.4)  | 41.9 (107.4)  | 40.0 (104.0)  | 36.4 (97.5)   | 29.8 (85.6)   | 24.5 (76.1)   | 34.2 (93.6)   |
| 일일 평균 기온 °C (°F)                                                                               | 16.3 (61.3)   | 18.6 (65.5)   | 22.9 (73.2)   | 28.0 (82.4)   | 32.2 (90.0)   | 34.4 (93.9)   | 35.1 (95.2)   | 35.0 (95.0)   | 32.7 (90.9)   | 29.2 (84.6)   | 22.7 (72.9)   | 17.6 (63.7)   | 27.0 (80.6)   |
| 일평균 최저 기온 °C (°F)                                                                             | 10.0 (50.0)   | 11.7 (53.1)   | 15.5 (59.9)   | 20.1 (68.2)   | 24.6 (76.3)   | 26.7 (80.1)   | 27.8 (82.0)   | 27.9 (82.2)   | 25.5 (77.9)   | 22.3 (72.1)   | 16.2 (61.2)   | 11.4 (52.5)   | 20.0 (68.0)   |
| 역대 최저 기온 °C (°F)                                                                               | −2.4 (27.7)   | 3.8 (38.8)    | 5.0 (41.0)    | 7.8 (46.0)    | 13.4 (56.1)   | 18.9 (66.0)   | 20.0 (68.0)   | 20.0 (68.0)   | 16.1 (61.0)   | 12.2 (54.0)   | 6.1 (43.0)    | 0.6 (33.1)    | −2.4 (27.7)   |
| 평균 강우량 mm (인치)                                                                                | 0.1 (0.00)    | 0.0 (0.0)     | 0.6 (0.02)    | 0.3 (0.01)    | 0.1 (0.00)    | 0.0 (0.0)     | 0.0 (0.0)     | 0.0 (0.0)     | 0.1 (0.00)    | 0.7 (0.03)    | 0.0 (0.0)     | 0.1 (0.00)    | 2.0 (0.08)    |
| 평균 강우일수 (≥ 1 mm)                                                                               | 0.0           | 0.0           | 0.1           | 0.1           | 0.0           | 0.0           | 0.0           | 0.0           | 0.0           | 0.1           | 0.0           | 0.0           | 0.4           |
| 평균 상대 습도 (%)                                                                                   | 40            | 32            | 24            | 19            | 17            | 16            | 18            | 21            | 22            | 27            | 36            | 42            | 26.2          |
| 평균 월간 일조시간                                                                                   | 298.2         | 281.1         | 321.6         | 316.1         | 346.8         | 363.2         | 374.6         | 359.6         | 298.3         | 314.6         | 299.6         | 289.1         | 3,862.8       |
| 출처 1: 미국 해양대기청 (평년값: 1991년~2020년, 극값: 1918년~현재, 상대습도/일조시간: 1961년~1990년) |               |               |               |               |               |               |               |               |               |               |               |               |               |
| 출처 2: Meteo Climat (극값 일부)                                                                     |               |               |               |               |               |               |               |               |               |               |               |               |               |

## 같이 보기
- 아스완 댐

## 참고
1. ↑  Suʻād Māhir (1966). Muhafazat Al Gumhuriya Al Arabiya Al Mutaheda wa Asaraha al baqiah fi al asr al islami.[깨진 링크(과거 내용 찾기)] Majlis al-Aʻlá lil-Shuʼūn al-Islāmīyah
2. ↑  “Asswan Climate Normals 1991–2020”. 《World Meteorological Organization Climatological Standard Normals (1991–2020)》. 미국 해양대기청. 2023년 8월 27일에 원본 문서에서 보존된 문서. 2023년 8월 27일에 확인함.
3. ↑  “Asswan Climate Normals 1961–1990”. 《World Meteorological Organization Climatological Reference Normals (1961–1990)》. 미국 해양대기청. 2023년 8월 27일에 원본 문서에서 보존된 문서. 2015년 1월 30일에 확인함.
4. ↑  “Station Aswan” (프랑스어). Meteo Climat. 2019년 7월 13일에 원본 문서에서 보존된 문서. 2017년 4월 26일에 확인함.
5. ↑  “62414: Asswan (Egypt)”. 《ogimet.com》. OGIMET. 2024년 6월 7일. 2024년 6월 29일에 확인함.